# 天龠五
天龠五（蛇夫座52），又名BD-21 4659，HD 159376、SAO 185526、HR 6545，是蛇夫座的一颗恒星，视星等为6.57，位于銀經4.63，銀緯5.62，其B1900.0坐标为赤經17h 29m 17.5s，赤緯-21° 5.62′ 35″。